# Бэквис, Рэйчел
Рэ́йчел Бэ́квис (англ. Rachel Beckwith; 12 июня 2002 — 23 июля 2011) — американская девочка, занимавшаяся благотворительностью.

## Биография
Родилась 12 июня 2002 года в Сиэтле, США, в семье Джейкоба Бэквиса и Саманты Пол.
Рэйчел уговорила родителей не приглашать никого на её 9-й день рождения и попросила своих друзей перечислить деньги, которые пошли бы на подарок, на её страничку в интернете. Там она собирала средства для постройки колодцев, чтобы обеспечить жителей Африки, страдающих от нехватки чистой питьевой воды.
Как оказалось, на такой шаг она пошла после того как церковь, в которую ходили её родители, решила оказать поддержку фонду «charity: water» и призвала своих прихожан к сбору средств. Там девочка узнала, что 4,5 тысячи африканских детей каждый день гибнут от страшных болезней, употребляя для утоления жажды воду из грязных луж и заражённых опасными микроорганизмами болот.
Целью девочки было собрать сумму в 300 долларов, которая, по расчётам фонда, смогла бы спасти жизни 15 человек. Ранее Рэйчел также занималась благотворительностью, дважды отращивая и состригая волосы, с тем, чтобы отдать их на парики для детей, потерявших волосы от онкологических заболеваний.
Однако, экономя на подарках, девочке удалось собрать только 220 долларов.
Через полтора месяца с момента открытия благотворительной страницы произошла трагедия: на шоссе в Сиэтле столкнулись 13 автомобилей. Единственной жертвой этого ДТП стала Рэйчел Бэквис, девочка сломала позвоночник.. 
Подключённая к аппаратам жизненного обеспечения, девочка не приходила в сознание. Ища способ оказать поддержку, родственники, друзья семьи или просто знакомые стали жертвовать небольшие суммы денег на страницу Рэйчел, располагавшуюся на сайте благотворительной организации «charity: water». Сумма пожертвований начала стремительно расти, привлекая внимание общественности. После того как стало очевидно, что Рэйчел в сознание не придёт, жизнеобеспечивающее оборудование было отключено, а её органы пожертвованы другим детям.
Поступок Рэйчел и её трагическая судьба вызвали большой резонанс среди американской общественности. В октябре 2011 года, когда акция по сбору средств была окончена, выяснилось, что 31 997 человек со всего мира пожертвовали 1 265 823 доллара. Этих денег должно быть достаточно, чтобы решить проблему чистой воды для более чем 60 тысяч нуждающихся.
Мама Рэйчел, Саманта Пол, продолжает дело своей дочери — собирает пожертвования для бурения колодцев в странах Африки.